# Hawkwind
Hawkwind (МФА: [hɔːkwɪnd]) — британський рок-гурт, що утворився в 1969 році (спочатку як Hawkwind Zoo) в Лондоні, Англія, виконуюча психоделічний рок з елементами прога , хеві-метал і експериментальної електроніки і згадується (поряд з Pink Floyd) в числі родоначальників жанру спейс-рок. Істотну роль у формуванні стилю колективу зіграли письменник Майкл Муркок, з яким гурт активно співпрацював у 1970 — 1980-х роках, і Роберт Калверт, її фронтмен в 1972 — 1978 роках.

## Історія
Hawkwind (багато в чому завдяки неортодоксальному підходу до творчого процесу) увійшли в історію як єдина з груп прогрессив- / психоделік-року, що сприяла формуванню панк-руху. У життєписі на www.progarchives.com Hawkwind названі «можливо, найзнаменитішим андеграундним гуртом світу».
Вокаліст, творець пісень і гітарист Дейв Брок залишався єдиним незмінним учасником колективу, через склад що постійно протягом всієї історії змінювався пройшли понад 50 музикантів.
23 збірки Hawkwind входили в UK Albums Chart, найвищого результату тут добився Space Ritual (# 9, 1972); до # 3 в UK Singles Chart піднімався хіт " Silver Machine ".

## Дискографія
- Hawkwind (1970)
- In Search of Space (1971)
- Doremi Fasol Latido (1972)
- Hall of the Mountain Grill (1974)
- Warrior on the Edge of Time (1975)
- Astounding Sounds, Amazing Music (1976)
- Quark, Strangeness and Charm (1977)
- 25 Years On (1978)
- PXR5 (1979)
- Levitation (1980)
- Sonic Attack (1981)
- Church of Hawkwind (1982)
- Choose Your Masques (1982)
- The Chronicle of the Black Sword (1985)
- The Xenon Codex (1988)
- Space Bandits (1990)
- Electric Tepee (1992)
- It Is the Business of the Future to Be Dangerous (1993)
- White Zone (1995)
- Alien 4 (1995)
- Distant Horizons (1997)
- In Your Area (1999)
- Spacebrock (2000)
- Take Me to Your Leader (2005)
- Take Me to Your Future (2006)
- Blood of the Earth (2010)
- Onward (2012)
- Stellar Variations (2012)
- The Machine Stops (2016)
- Into the Woods (2017)
- Road to Utopia (2018)
- All Aboard the Skylark (2019)
- Carnivorous (2020)
- Somnia (2021)
- The Future Never Waits (2023)
- Stories from Time and Space (2024)
- There Is No Space for Us (2025)